# 비티에스 (기업)
주식회사 비티에스(BTS)는 경기도 양평군에 있는 버스 운수업체이다. 최초에는 전세버스만 운영하였으나 2019년 12월 18일 경기도 준공영제(노선입찰제) 직행좌석형 시내버스 운송사업 한정면허를 취득하며 준공영제 직행좌석버스인 G9311번도 운영하고 있다.

## 연혁
- 2009년 8월 13일 : 중부투어로 설립.
- 2019년 10월 31일 : 사명을 중부투어에서 비티에스로 변경.
- 2019년 12월 18일 : 경기도 준공영제(노선입찰제) 직행좌석버스 운송사업 한정면허 취득.
- 2020년 3월 20일 : 준공영제 노선인 G9311번(용문터미널 ~ 잠실광역환승센터) 개통.
- 2020년 9월 8일 : 경기도 남양주시 화도읍 경춘로 2352 (답내리)에 남양주지사로 설치.

## 현황
2021년 1월 기준이다.
| 운행업체 | 보유 노선수 | 보유 노선수 | 보유 노선수 | 보유 노선수 | 보유 노선수 | 등록 대수 | 등록 대수 | 등록 대수 | 등록 대수 | 등록 대수 |
| -------- | ----------- | ----------- | ----------- | ----------- | ----------- | --------- | --------- | --------- | --------- | --------- |
| 운행업체 | 노선 합계   | 광역급행    | 직행좌석    | 일반좌석    | 시내일반    | 대수 합계 | 광역급행  | 직행좌석  | 일반좌석  | 시내일반  |
| 비티에스 | 1           | -           | 1           | -           | -           | 2         | -         | 2         | -         | -         |

## 운행 노선
직행좌석버스
- ● G9311번: 용문터미널 ↔ 양평시외버스터미널 ↔ 양평시장입구 ↔ 양평군청사거리,양평역,농협 ↔ 아신역입구,고읍교차로 ↔ 국수리,양평전자과학고등학교 ↔ 양수리고인돌,양수파출소 ↔ 잠실광역환승센터

## 보유차량
현대자동차
- 현대 뉴 프리미엄 유니버스 스페이스 럭셔리

## 사업장 현황
- 본사 : 경기도 양평군 양평읍 도장골길 31-3 (양근리)
- 지사 : 경기도 남양주시 화도읍 경춘로 2352 (답내리)